# Kamakura Gongorō Kagemasa
Kamakura Gongorō Kagemasa (鎌倉権五郎景政?; 1069) è stato un militare giapponese del periodo Heian.

## Biografia

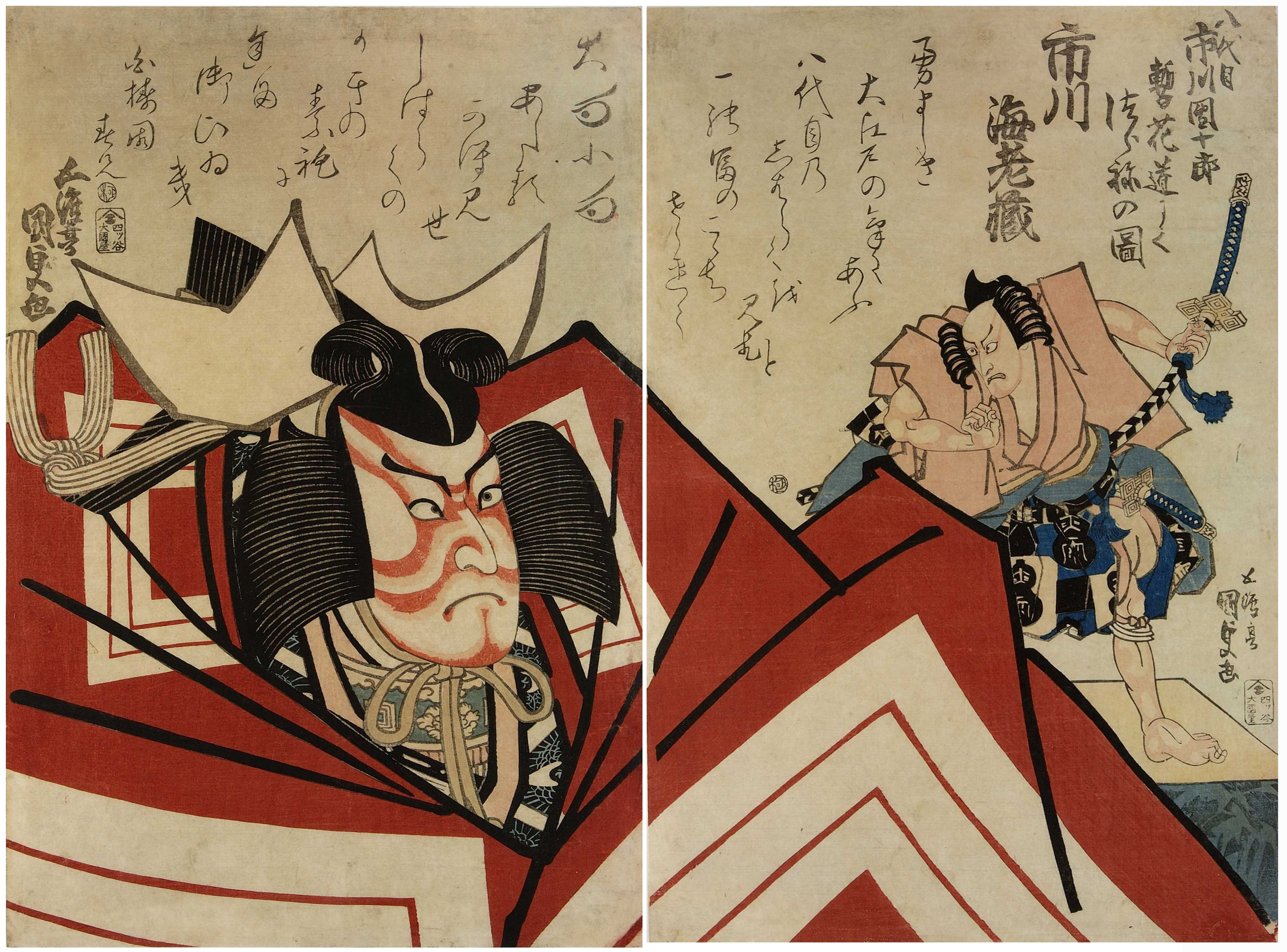
Raffigurazione dell'attore di kabuki Ichikawa Danjūrō VIII che interpreta Kamakura Gongorō Kagemasa (in primo piano) nel Shibaraku.

Kamakura Gongorō Kagemasa (nato nel 1069) fu un samurai disceso dal clan Taira, che ha combattuto per il clan Minamoto nella guerra Gosannen del periodo Heian della storia del Giappone. Egli è famoso per aver continuato a combattere dopo aver perso un occhio in battaglia. 
L'evento è accaduto nel 1085, quando Kagemasa aveva 16 anni.
Capostipite dei clan Nagae e Kagawa, Kagemasa fu anche rivendicato come un antenato da Oba Kagechika, una famosa figura della guerra Genpei (1180-1185). Il nome della famiglia "Kamakura" deriva dalla residenza della sua famiglia nella città di Kamakura (nell'odierna prefettura di Kanagawa), dove suo padre era un potente funzionario. L'esatta identità del padre non è certa, ma la maggior parte degli studiosi citano o Taira no Kagenari o Taira no Kagetōri come nomi probabili.

## Fonti
- Much of this article's content comes from the Japanese-language Wikipedia article.
- Frederic, Louis (2002). "Japan Encyclopedia." Cambridge, Massachusetts: Harvard University Press.